# 高麗共產青年會
高麗共產青年會，又稱高麗共產青年同盟，簡稱高麗共青，是朝鮮日治時代的青年組織。
1925年4月18日，朝鮮共產黨創立後翌日，朴憲永和曹奉岩在京城府（今首爾）秘密组成高麗共產青年會，作為朝鮮共產黨外圍組織，1926年5月高麗共產青年会滿州總局成立。1927年5月，朝鮮共產黨日本支部和高麗共產青年同盟日本部成立。
但是因受治安維持法彈壓，多次解散重建，後朝鮮共產黨受第三國際命令在1928年解散，高麗共產青年會亦隨之解散。